# Baselios Mar Thoma Paulose II
Thoma Paulose II (in malayalam ബസേലിയോസ് മാര്‍ത്തോമ്മാ പൗലോസ്‌ ദ്വിതിയന്‍; Mangad, 30 agosto 1946 – 12 luglio 2021) è stato un vescovo cristiano orientale indiano, Catholicos d'Oriente, ovvero primate della Chiesa ortodossa siriaca del Malankara dal 1º novembre 2010 alla morte.

## Biografia
Discendente dal lato materno dalla nobile famiglia cristiana Pulikkottil, di Kunnamkulam, Paulose fu battezzato nella Chiesa Ortodossa di Santa Maria, a Pazhani, frequentò le scuole a Mangala, vicino a Thrissur. Trasferitosi nella città per gli studi superiori, si laureò a peni voti al St. Thomas College locale, proseguendo con un corso post-universitario in sociologia al CMS College di Kottayam.
L'8 aprile 1972 fu ordinato suddiacono presso il seminario di Parumala dal metropolita della diocesi di Kochi, Yuhanon Mar Severios, diacono al seminario di Sion (Koratty, il 31 maggio 1973), e infine sacerdote da Mar Severios di Sion il 2 giugno 1973. La sua vocazione sacerdotale fu influenzata dall'educazione famigliare e dall'incontro col metropolita Paulose Mar Severios all'età di tredici anni, nel corso del rito pasquale lavanda dei piedi.
Dopo essere stato pastore in varie chiese ortodosse (St. Marys di Ernakulam, di Moolepat Pazhanji, del convento di St. Marys Magdalene Adappotty, del Kummanmkulam e della cappella del Medical College a Kottayam), il 29 maggio 1982 fu eletto metropolita dall'assemblea cristiana della Chiesa Siriaca del Malankara, il 14 maggio 1983 divenne Ramban al Seminario Parumala per tramite di Baselios Mar Thoma Mathews II. Il 15 maggio 1985 fu consacrato vescovo da Baselius Marthoma Mathews I, assumendo il nome di Paulose Mar Milithios, per divenire nello stesso anno la prima autorità della neocostituita diocesi di Madras-Kunnamkulam.
Direttore della Syrian Sunday school association of the east (OSSAE), organizzazione religiosa che si occupa della formazione spirituale dell'infanzia nelle Chiese Ortodosse di tutto il mondo, in seguito è divenuto vicepresidente del Movimento Cristiano Ortodosso Studentesco Indiano, il cui patrono è san Gregorio di Parumala, e presidente del Movimento Giovanile Ortodosso.
Il 27 settembre 2006 il Sinodo Dei Vescovi lo ha nominato Metropolita di Malankara e Catholikòs d'Oriente, carica in cui si è insediato il 1º novembre 2010.
Il 23 febbraio 2021 è stato confermato che Paulose II era stato positivo al COVID-19 ed è stato ricoverato al Saint Gregorios Hospital di Parumala, in Kerala. Morì all'età di 74 anni il 12 luglio 2021 al Saint Gregorios International Cancer Care per complicazioni da COVID-19.